# Pokémon FireRed en LeafGreen
Pokémon FireRed en LeafGreen zijn de remakes van de originele computerrollenspellen Pokémon Red en Blue uit 1996. De nieuwe titels werden ontwikkeld door Game Freak en uitgegeven door Nintendo voor de Game Boy Advance, en zijn compatibel met de Game Boy Advance Wireless Adapter, die oorspronkelijk werd gebundeld met de spellen. FireRed en LeafGreen werden voor het eerst uitgebracht in Japan in januari 2004 en uitgebracht in Noord-Amerika en Europa in september en oktober. Bijna twee jaar na de oorspronkelijke release, verkocht Nintendo ze opnieuw als Player's Choice-titels maar zonder de Wireless Adapter. 
FireRed en LeafGreen maken deel uit van de Pokémonreeks van role-playinggames. Zoals in de vorige games, bestuurt de speler een personage, en participeert in terugkerende gevechtssysteem ontmoetingen. Er zijn echter nieuwe functies, zoals een contextueel menu en een nieuwe regio. Tijdens het spel, vangt de speler Pokémon en voedt ze op voor gebruik in de strijd. 
FireRed en LeafGreen zijn de op een na best verkochte games van de Game Boy Advance, alleen na Pokémon Ruby en Sapphire.